# سیارک ۱۲۳۴۳
سیارک ۱۲۳۴۳ (به انگلیسی: 12343 Martinbeech، نامگذاری:1993DT1) دوازده هزار و سیصد و چهل و سومین سیارک کشف شده‌است که در ۲۶ فوریه ۱۹۹۳ کشف شد.
قدر مطلق سیارک برابر ۱۴.۸ است.